# Torrico
|  | Per a altres significats, vegeu «Federico Torrico». |

|  | No s'ha de confondre amb Torricó. |

Torrico és un municipi de la província de Toledo, a la comunitat autònoma de Castella la Manxa.

## Demografia
| 1996 | 1998 | 1999 | 2000 | 2001 | 2002 | 2003 | 2004 | 2005 | 2006 |
| ---- | ---- | ---- | ---- | ---- | ---- | ---- | ---- | ---- | ---- |
| 939  | 914  | 899  | 894  | 881  | 883  | 867  | 854  | 851  | 831  |